# Artur Caballero i López
Artur Caballero i López (Barcelona, 20 de maig de 1918 - 21 d'abril de 2004) fou un biòleg català, fill del botànic Arturo Caballero Segarés.

## Biografia
Artur Caballero i López el 1942 es llicencià en Ciències a la Universidad de Madrid obtenint el premi extraordinari de llicenciatura, i el 1947 es doctorà. Alhora, va col·laborar com a conservador de cultius en el Jardí Botànic de Madrid (on el seu pare n'era director) i amb l'Institut Botànic José Cavanillas.
Després d'un petit parèntesi en què exercí com a professor d'ensenyament mitjà a Aranda de Duero i Burgos (1945-1947), el 1947 fou nomenat professor adjunt de la Càtedra d'Anatomia i Fisiologia dels Vegetals a la Universitat de Barcelona. El 1949 va obtenir la càtedra de fisiologia vegetal en aquesta universitat, que exercí fins a la seva jubilació el 1989. Va ser Vicerector i de 1971 a 1973 Rector de la Universitat de Barcelona. Va participar activament en la creació de la Secció de Ciències Biològiques, ha estudiat els ritmes de creixement de diverses plantes en conreus experimentals i ha impartir classes d'edafologia tot impulsant les assignatura de Botànica aplicada i Fitopatologia.
El 1969 fou nomenat membre de la Reial Acadèmia de Ciències i Arts de Barcelona. També fou membre de la Societat Catalana de Biologia i de la Sociedad Española de Fisiología Vegetal. El 1983 va rebre la Medalla Narcís Monturiol.

## Obres
- Estudios fisiológicos relacionados con las fitohormonas en "Sternbergia lutea Gawl. et Kerr." (1947)
- Ritmos de período largo en el crecimiento de las plantas (1969)
- Estudi comparatiu del creixement de gramínies cultivades a Barcelona i en latituds més elevades (1969)

## Publicacions
- Caballero López, Arturo. Adaptaciones de la fotosíntesis en ambientes áridos. Barcelona: Reial Acadèmia de Ciències i Arts de Barcelona, 1975. Separata de: Memorias de la Real Academia de Ciencias y Artes de Barcelona, 3a época, núm. 775, vol. 43, núm. 2 (1975), p. 3-19. Disponible a: Catàleg de les biblioteques de la UB

- Caballero López, Arturo. Estudi comparatiu del creixement de gramínies cultivades a Barcelona i a latituds més elevades: comunicació presentada el dia 17 d'abril de 1969. S.L.: [s.n.], 1947. Separata de: Treballs de la Societat Catalana de Biologia, vol. 27 (1969). Disponible a: Catàleg de les biblioteques de la UB

- Caballero López, Arturo. Estudios fisiológicos relacionados con las fitohormonas en sternbergia lutea gawl. et ker.. Madrid: [s.n.], 1947. Disponible a: Catàleg de les biblioteques de la UB

- Caballero López, Arturo. Ritmos en el crecimiento y en la producción de gramíneas pratenses. S.L.: [s.n.], 1968. Separata de: Collectanea Botanica, Vol. 7, fasc. 1, núm. 5 (1968). Disponible a: Catàleg de les biblioteques de la UB